# ナポレオン・コスト
ナポレオン・コスト（フランス語:Claude Antoine Jean Georges Napoléon Coste, 1805年6月28日 – 1883年2月17日）はフランスのギタリスト、作曲家。
母親からギターの手ほどきを受け、1826年にパリに移る。パリではフェルナンド・ソルから指導をうけ、名声をあげる。しかし時代はギター音楽の衰退期であり、作曲の出版には苦労した。
1863年に、腕の故障によって演奏活動の停止を余儀なくされる。しかし作曲や、アシスタントを使った教授活動は続けた。
7弦ギターを愛好しており、現在一般的な6弦のクラシックギターでは原曲どおりに弾けない作品も多い。

## 作品の特徴
ロマン時代の作曲家らしく、甘美で感傷的なメロディーが特徴的。「小さなオーケストラ」と呼ばれる独奏楽器であるギターの可能性を最大限に発揮させようと試みた作曲家でもある。そのため、五線譜にできうる限りの音符を埋め尽くすような音符数を意識した作品が多い。
ピアノは10本の指で同時発音できるが、ギターはどうあがいても右手指の5本が同時に出せる音の限界である。彼は和音を巧み扱い、この制約に挑戦した。ただ、それが裏目となり、冗長な作品に陥りやすかったという指摘もある。
コストの25のエチュードは、それまでカルカッシやジュリアーニらのエチュードが教育的要素が強かった（ピアノでいえば、バイエルやハノンのような性質）反面、芸術的、作品的な要素も盛り込まれており、ギターエチュードに新しい立ち位置を与えた。ヴィラロボスの12のエチュードと並んで、コンサートでもしばしば取り上げられる作品である。

## 作品一覧
- Op.2: J.ヴァイグルの歌劇「スイス人の一家」の主題による変奏曲と終曲 (Variations et Finale...sur un motif favori de la Famille Suisse de Weigl)
- Op.3: 2つのコントルダンスのカドリーユ (2 Quadrilles de Contredances)
- Op.4:「アルミード ボール」の主題による幻想曲 (Fantasie...Composee sur un motif du Balle d'Armide)
- Op.5: フランドルの想い出 (Souvenirs de Flandres)
- Op.6: 演奏会用幻想曲 (Fantaisie de Concert)
- Op.7: ヨハン・シュトラウスの16のお気に入りのワルツ (16 Valses Favorites de Johann Strauss)
- Op.9:「ランメルモールのルチア」のディヴェルティメント (Divertissement sur Lucia di Lamermoor)
- Op.10: スケルツォと牧歌的で華麗なワルツ（二重奏）(Scherzo et pastoral, valses brillantes)
- Op.11: グランド・カプリス (Grand Caprice)
- Op.12: 演奏会用ロンド (Rondeau de Concert)
- Op.13:「ラ・カチューシャ」のカプリス (Caprice sur … La Cachucha)
- Op.14: 第二ポロネーズ (Deuxieme Polonaise)
- Op.15: 騎士トーナメント幻想曲 (Le Tournoi Fantaisie Chevaleresque)
- Op.16:「ノルマ」の2つの主題による幻想曲 (Fantaisie sur deux Motifs de la Norma)
- Op.17: オルナンの谷 (La Vallee d'Ornans)
- Op.18: ラインの岸辺 (Les Bords du Rhin)
- Op.19: デルフツィル (Delfzil)
- Op.19b: ラ・ロマネスカ (La Romanesca)
- Op.20: ヅィデルジー (Le Zuyderzee)
- Op.21: 鐘 (Les Cloches)
- Op.22: ムーラン (Meulan)
- Op.23: オートゥイユの夜会 (Les soirees d'Auteuil)
- Op.24: グランソロ (Grand Solo)
- Op.25: 慰め；オーボエとピアノのためのロマンス、ギター伴奏付きあり） (Consolazione, romance pour hautbois et piano [existe avec accompagnement de guitare])
- Op.26: 行進曲トリオンファルとトリオ (Marche triomphale et Trio)
- Op.27: アルプスの道 (Le Passage des Alpes)
- Op.28b: 交響幻想曲 (Fantaisie Symphonique)
- Op.28c: ディヴェルティメント (Divertissement)
- Op.29: 妖精の狩猟 (La Chasse des Sylphes)
- Op.30: グランド・セレナード (Grande Serenade)
- Op.31: 劇的幻想曲「別れ」 (Le Depart, fantaisie dramatique)
- Op.33a: マズルカ (Mazurka)
- Op.33b: オーボエとギターのためのマーチとスケルツォ (Marche et scherzo pour hautbois et guitare)
- Op.34a: 登山者; オーボエとギター (またはピアノ) のための牧歌的ディヴェルティメント (Le montagnard, divertissement pastoral pour hautbois et guitare [ou piano])
- Op.34b: 2本のオーボエとピアノのための幻想ソナタ (Fantaisie sonate pour 2 hautbois et piano)
- Op.35: 2本のオーボエとピアノのための演奏会用幻想曲 (Fantaisie de concert pour 2 hautbois et piano)
- Op.36: オーボエとギターのための後悔のカンティレーナ (Les regrets cantilene pour hautbois et guitare)
- Op.37: オーボエとピアノのためのカヴァティーナ (Cavatine pour hautbois et piano)
- Op.38: 25の練習曲 (25 Etudes de genre)
- Op.39: アンダンテとメヌエット (Andante et Minuet)
- Op.40:「アルプスの道」の一部 (fait partie du Passage des Alpes)
- Op.41: 秋の木の葉 (Feuilles d'Automne)
- Op.42: 5月のロンド (La Ronde de Mai)
- Op.43: 葬送行進曲とロンド (Marche Funebre et Rondeau)
- Op.44: アンダンテとポロネーズ (Andante et Polonaise)
- Op.45: さまよい (Divagation)
- Op.46: お気に入りのワルツ (Valse Favorite)
- Op.47: リゾンの泉 (La Source du Lyson)
- Op.48: 4つの行進曲 (Quatre Marches)
- Op.49: 6つの前奏曲 (Six Preludes)
- Op.50: アダージョとディヴェルティメント (Adagio et Divertissements)
- Op.51: ギタリストの余暇 (Recreation du Guitariste)
- Op.52: ギタリストのための黄金の本 (Le Livre d'or du Guitariste)
- Op.53: 6つの独創的小品 (Six Pieces Originales)；夢想 (Reverie)、ロンド (Rondeau)、2つのメヌエット (2 Menuets)、スケルツォ (Scherzo)、エチュード (Etude)

作品番号なし
- W01: アンダンテとアレグロ (Andante et Allegro)
- W02: ロッシーニの主題による序奏と変奏曲 (Introduction et Variations sur un motif de Rossini)
- W03: 2つのカドリーユ（Op.3に酷似） (2 quadrilles [tres proche de l'Op.3]
- W04: ばらのワルツ (Valse des roses d'Olivier Metra)
- W05: 夜の瞑想 (Meditation de nuit)
- W06: 小品（Kleines Tonstuck）
- W07: ニ長調のワルツ (Valse en re majeur)
- W08: 子守唄 (Berceuse)
- W09: パストラル (Pastorale)
- W10: イ長調のワルツ (Valse en la majeur)
- W11: 練習曲；メソッドからノクターンと練習曲 (Etudes, nocturne et exercices extraits de la methode)
- W12: ギター二重奏曲 (Duetto pour 2 guitares et dans deux autres copies n°1 - n°2)
- W13: 演奏会用ギターグランド二重奏曲 (Grand duo pour deux guitares egales et concertantes)
- W14: 声楽とピアノのためのローラのメロディー (Lolla melodie pour voix et piano)
- W15: 声楽とピアノのための揺りかごの子 (L'enfant au berceau pour voix et piano)
- W16: 声楽とピアノのための小さなピンクの天使の子守歌 (Le petit ange rose Berceuse pour voix et piano)
- W17: 2本のオーボエのためのカプリス (Caprice pour deux hautbois)
- W18: オーボエのためのコンチェルティーノ (Concertino pour hautbois)
- W19: オーボエ (またはヴァイオリン) とピアノ (またはギター)のためのソナタと別のコピー (Sonate pour hautbois (ou violon) et piano (ou guitare) et dans une autre copie)

## リンク
- ナポレオン・コストの楽譜 - 国際楽譜ライブラリープロジェクト